# اندی کاوایا
اندی کاوایا (انگلیسی: Andy Kawaya؛ زادهٔ ۲۳ اوت ۱۹۹۶) بازیکن فوتبال اهل بلژیک است که در پست وینگر چپ برای باشگاه اسپانیایی آلباسته بالومپیه بازی می‌کند.
از باشگاه‌هایی که در آن بازی کرده‌است می‌توان به باشگاه فوتبال ویلم دوم و باشگاه فوتبال اندرلشت اشاره کرد.